# Most Dalal
Most Dalal se nachází ve městě Zakhu v severním Iráku. Překlenuje řeku Khabur. Jeho původ je nejasný, pravděpodobně sahá do románského období.
Tvoří ho pět oblouků, přičemž největší je středový oblouk, kde most dosahuje výše 16m. Délka mostu je 115 metrů a šíře je méně, než pět metrů. O stavbě mostu byl napsán slavný epos v Kurdštině. Jeho současný stav je velmi špatný, v minulosti byl několikrát opravován, ale při těchto opravách nebyl brán zřetel na jeho historickou hodnotu. Jeho restaurování se nyní plánuje.